# Kasteel Jerusalem
Kasteel Jerusalem is een 16e-eeuws kasteelachtig landhuis in het noordoosten van de Nederlandse gemeente Maastricht. Het kasteeltje met koetshuis en tuinen is onderdeel van het Buitengoed Geul & Maas. Het ligt ten noorden van de dorpskern van Limmel, tussen kasteel Bethlehem en de voormalige penitentiaire inrichting Overmaze. In de omgeving stroomt de Kanjelbeek.

## Geschiedenis
Kasteel Jerusalem werd in het eerste kwart van de 16e eeuw gebouwd door Pieter van den Driesch Proenen op de plek waar een ouder huis 'Drieschhof' had gestaan. Dit huis was in 1515 door brand verwoest. De familie Proenen of Pruyn vervulde generaties lang bestuurlijke functies in Maastricht, Luik en Antwerpen. Het kasteel behoorde tot de grondheerlijkheid van de proosdij van Meerssen. Pieters zoon Andries was kanunnik en rijproost van het kapittel van de Onze-Lieve-Vrouwekerk. Deze Andries maakte in 1557 een reis naar het Heilige Land en omdat hij zo onder de indruk was geraakt van wat hij daar had gezien, noemde hij het kasteel "Jerusalem". Het nabije kasteel van Limmel kreeg waarschijnlijk in navolging hiervan de naam 'Bethlehem'.
In 1588 kreeg het Maastrichtse Jezuïetenklooster de beschikking over het kasteel, dat in 1596 hun eigendom werd. In 1640 verkochten de jezuïeten het aan Willem Dolmans en zijn echtgenote Anna de Sauveur. De familie Dolmans woonde hier tot 1770. Van de telgen uit dit geslacht die hier zijn geboren, werden er drie in hun tijd bekende priesters en docenten. Het kasteel kwam daarna in bezit van Andreas Kerens, raadsheer bij de Grote Raad van Mechelen, en zijn vrouw Isabella Agnes Roosen. Het kasteel ging daarna over op hun dochter Maria Ida Kerens, die gehuwd was met Jean-Frédéric de Crassier, die in 1822 werd opgenomen in de Nederlandse adel. De familie De Crassier bleef tot eind 20e eeuw eigenaar van het kasteel, dat echter geleidelijk in verval raakte. Na 1949 bewoonde de voormalige huishoudster van de familie, samen met haar dochter, het kasteel, waarna de Gemeente Maastricht het overnam.
In kasteel Jerusalem is sinds 2014 het hoofdkantoor van horeca-servicebureau Mise en Place gevestigd. Het kasteel, het voormalige koetshuis en de tuin werden daartoe in oude luister hersteld. De tuin is overdag openbaar toegankelijk. Op 17 april 2020 vroeg de Nederlandse tak van het bedrijf, als gevolg van de wereldwijde coronapandemie, faillissement aan. Enkele maanden later maakte het bedrijf, in sterk afgeslankte vorm, een doorstart.

## Beschrijving
Het huis is in een U-vorm gebouwd, maar bij een verbouwing in de vroege 19e eeuw kreeg het een rechthoekige vorm doordat de ruimte tussen de twee vleugels werd opgevuld met een lagere vleugel. Hierdoor werd het op de binnenplaats staande traptorentje ingesloten. De topgevels van de voormalige zijvleugels hebben hun oorspronkelijke vorm behouden; de linkervleugel toont boven een geprofileerd venster een Jeruzalemkruis. Van de zijgevels heeft de zuidwestelijke de meeste kenmerken uit de bouwtijd behouden. Bij de verbouwing verplaatste men de hoofdingang naar de oorspronkelijke achtergevel en kreeg deze nieuwe vensters en een segmentvormig fronton. Het slanke achthoekige torentje heeft zijn oorspronkelijke vorm het best behouden. Het muurwerk hiervan is in typisch Maaslandse renaissancestijl uitgevoerd in baksteen met mergelstenen speklagen, hoekbanden en vensteromlijstingen. De daken zijn met leisteen gedekt.

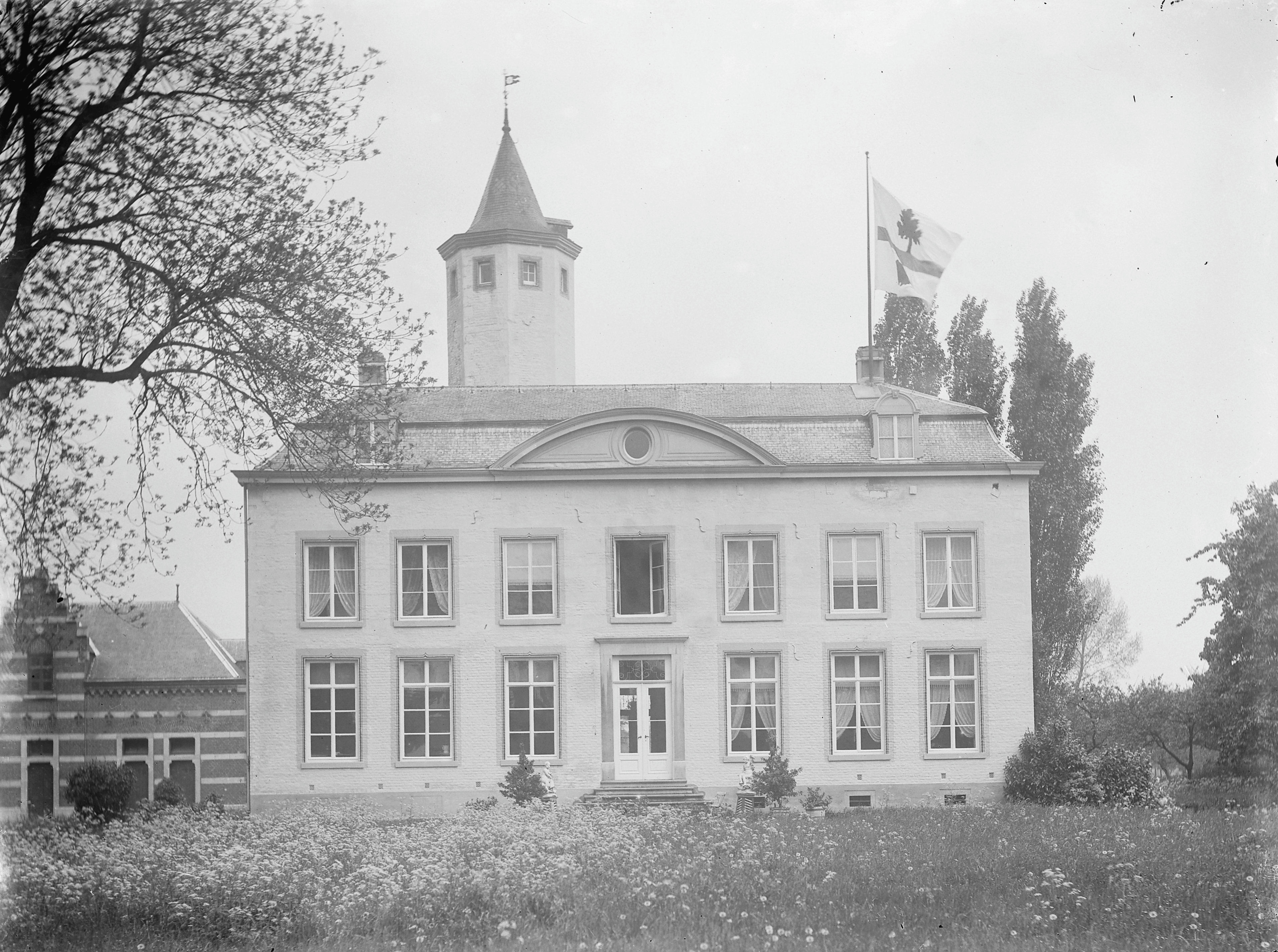
Zuidzijde, vóór 1939, vlag met familiewapen De Crassier
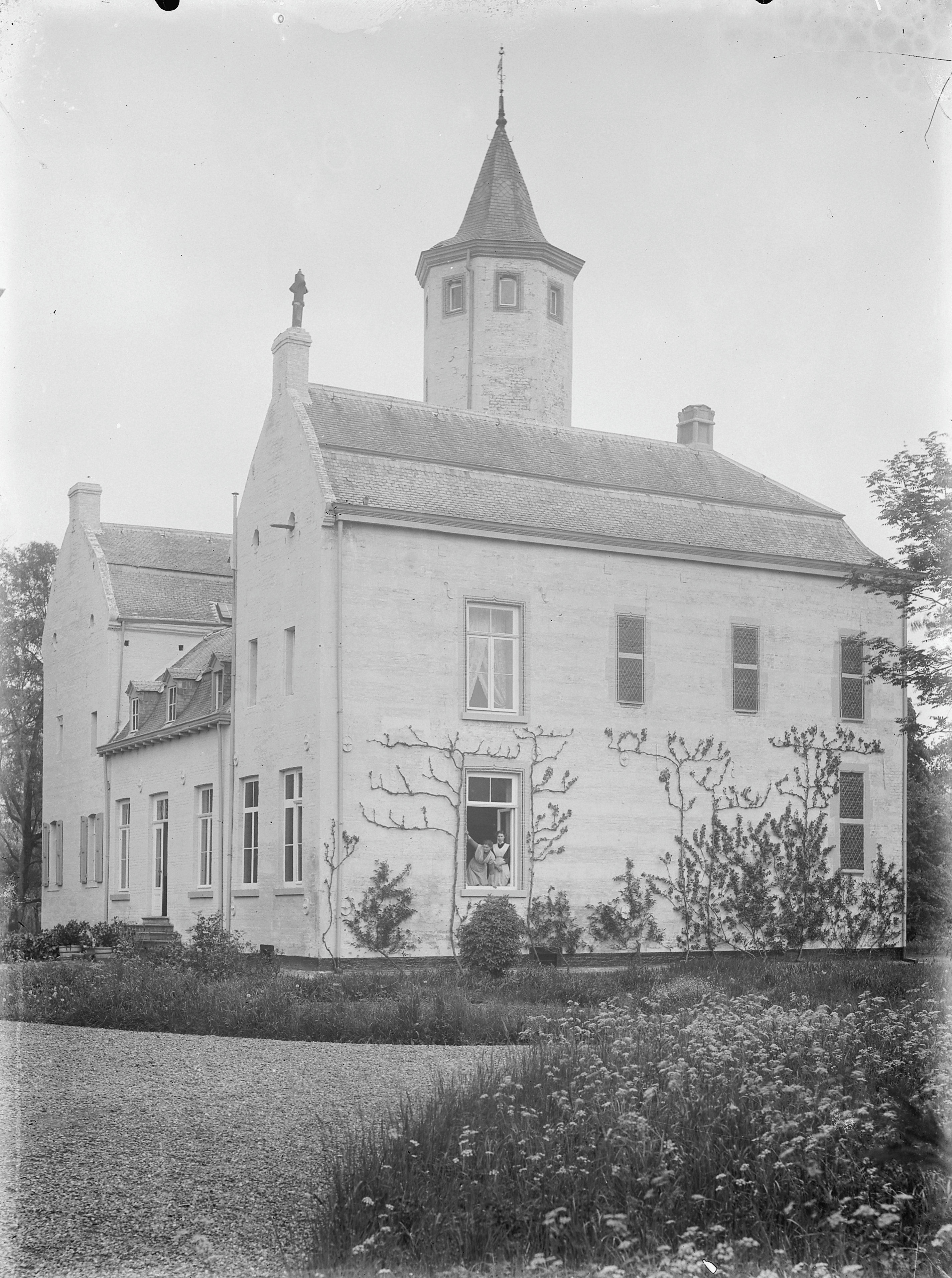
Idem, noord- en westzijde, met personeel bij het raam
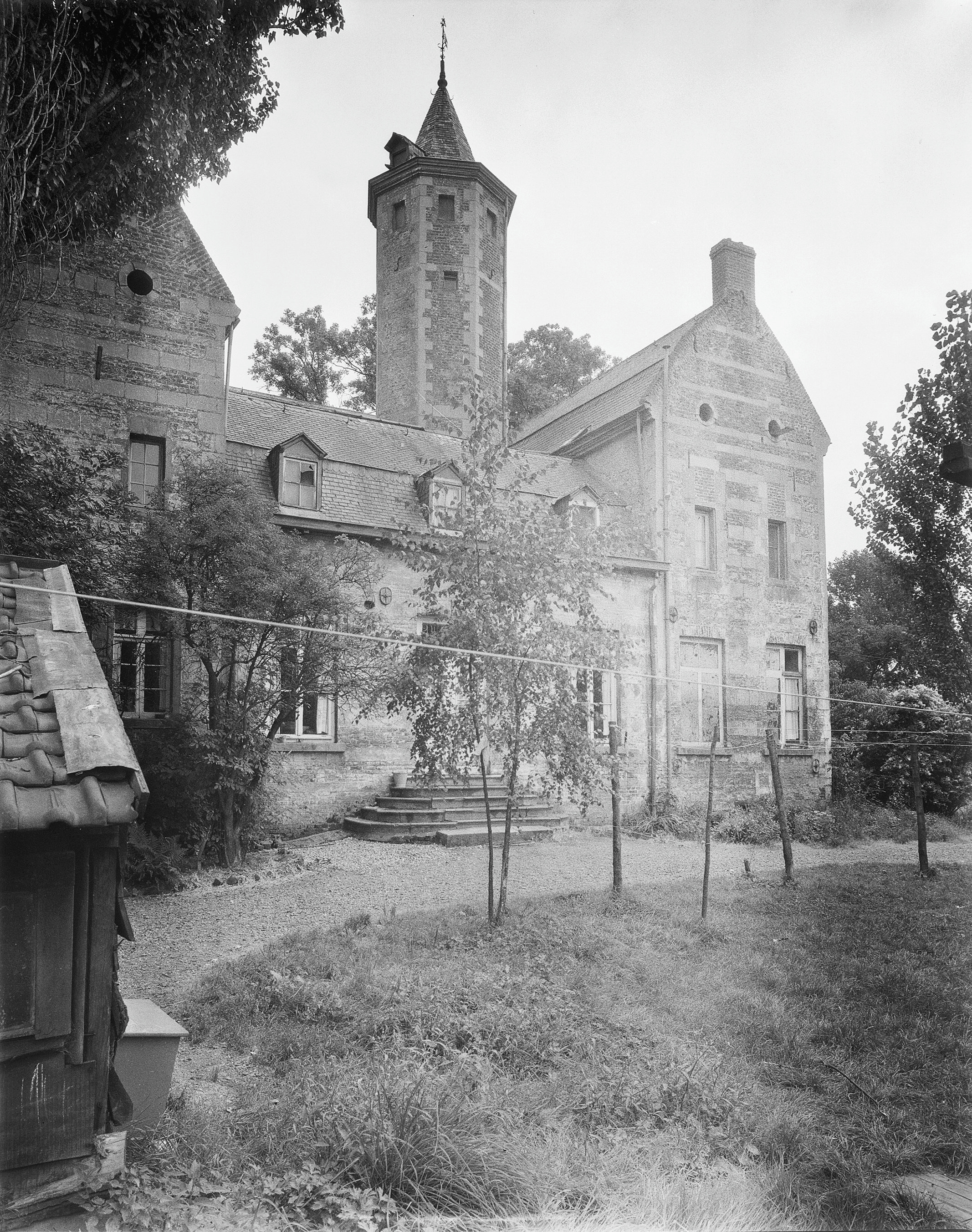
Kasteel en tuin in verval, 1958
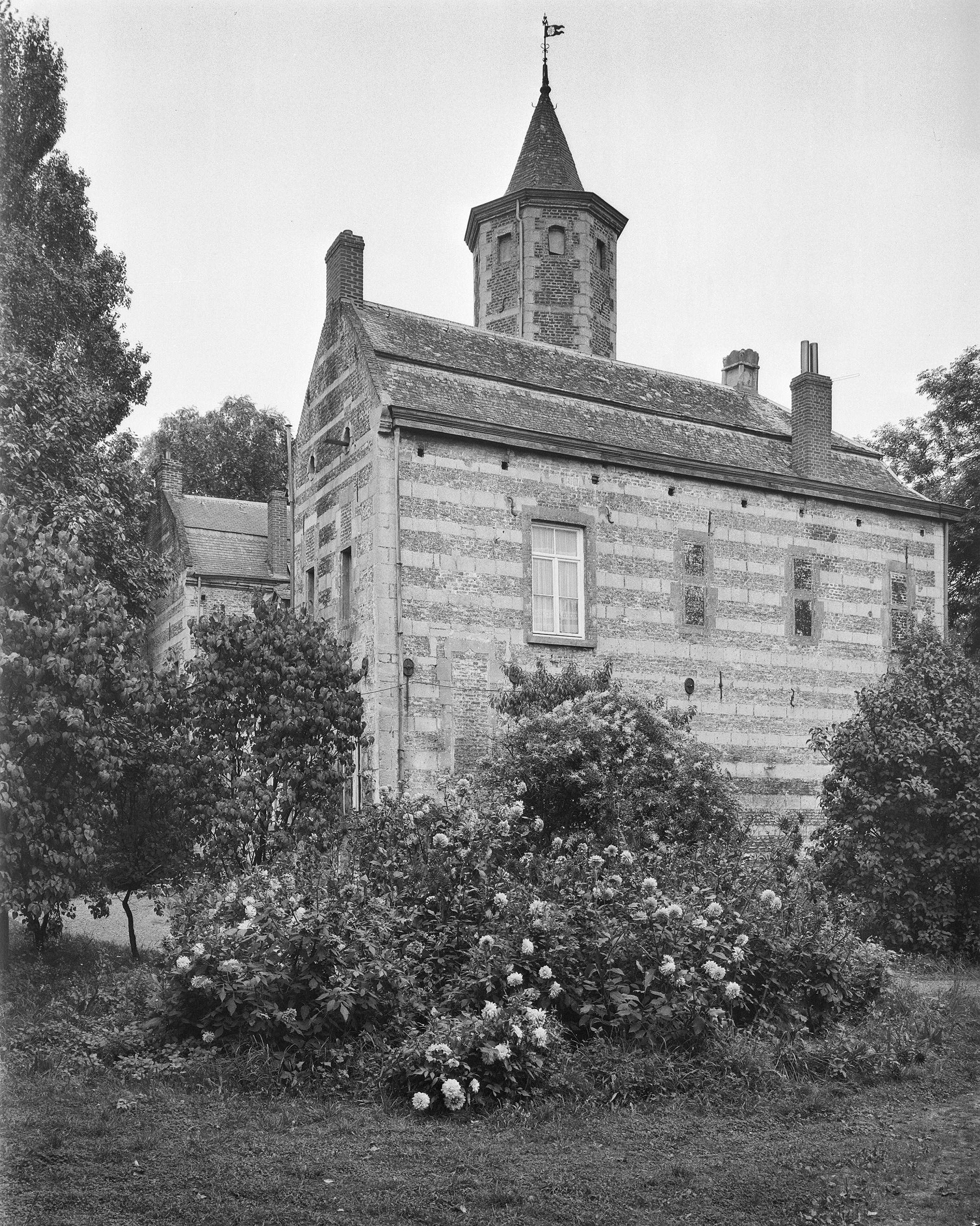
Westgevel, 1958

In de tuin staat een koetshuis, gebouwd in 1904 in neorenaissancestijl met speklagen en een trapgevel. Het geheel wordt omgeven door een park met grote bomen, gazons en een vijver. Over de Kanjel en andere waterlopen zijn enkele bruggetjes gebouwd.

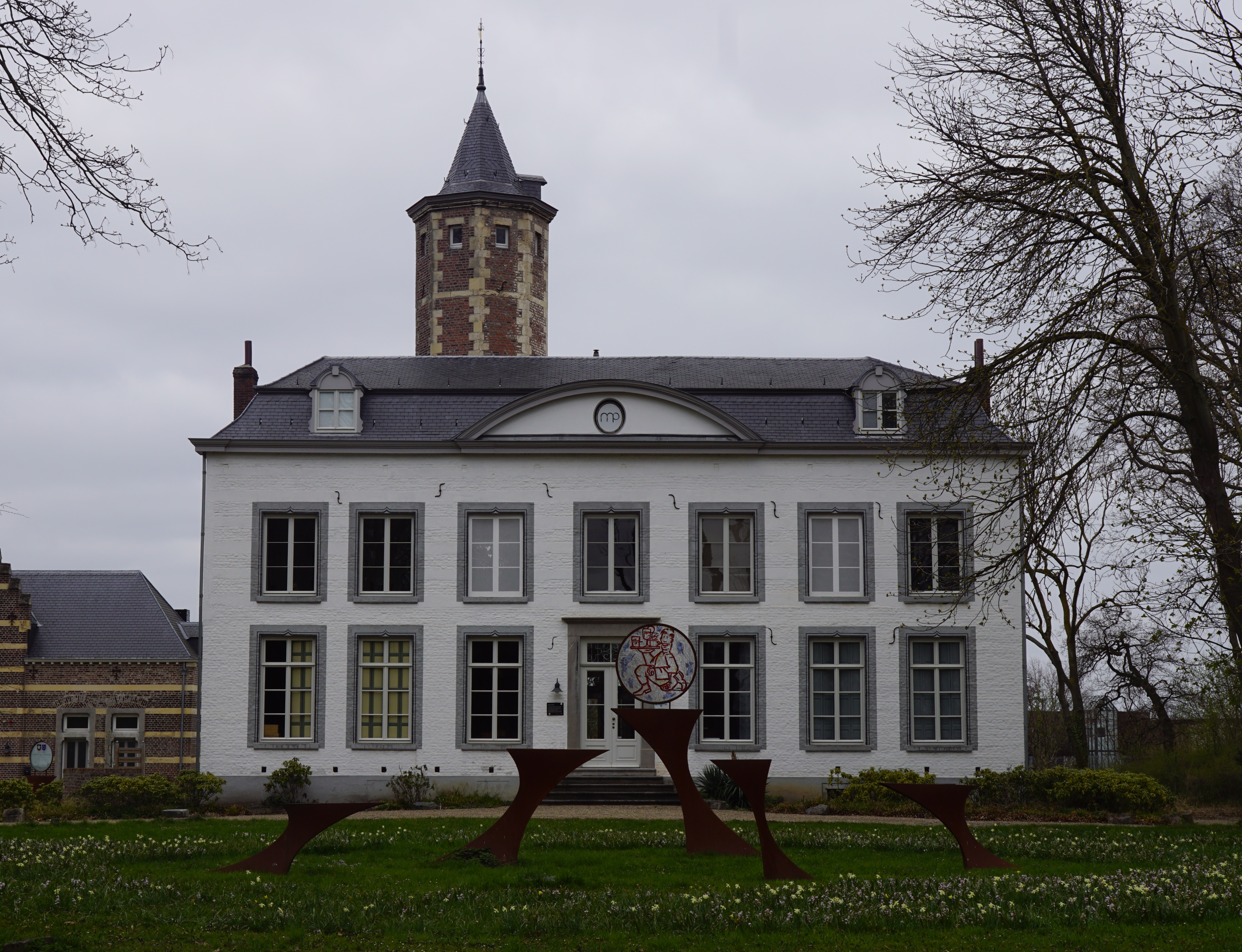
Kasteel Jerusalem anno 2021.
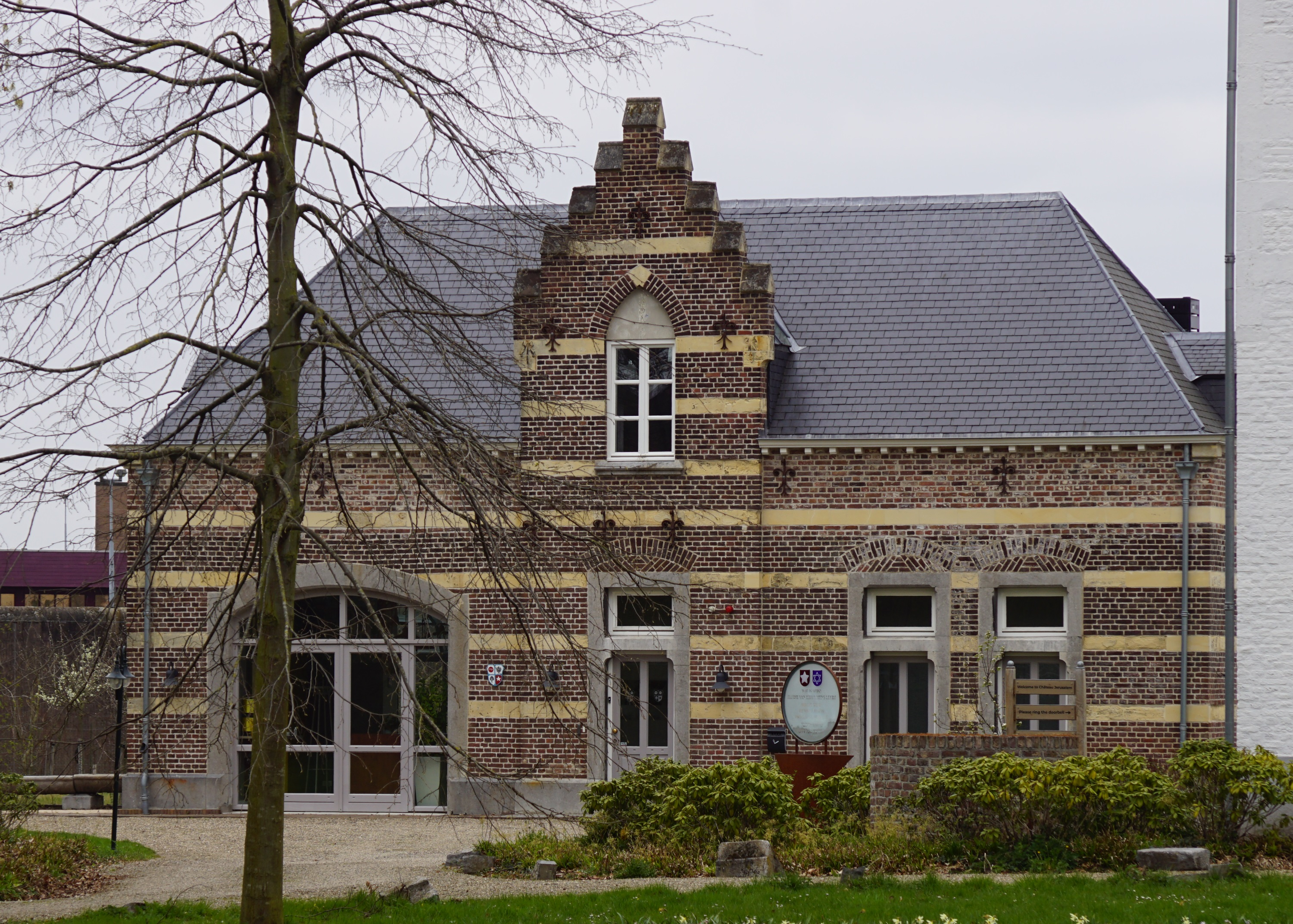
Koetshuis
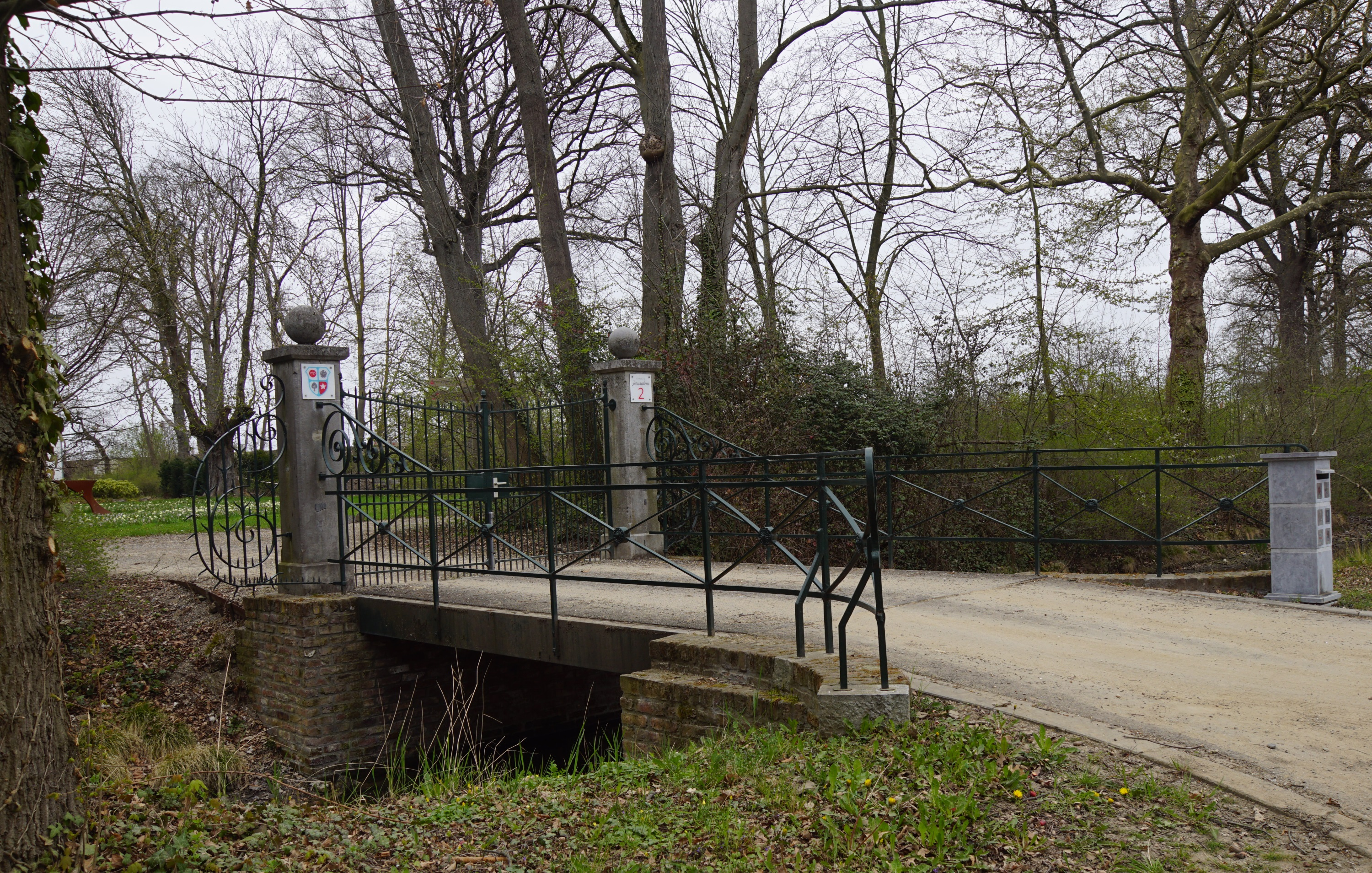
18e-eeuws hekwerk op toegangsbrug over grachtje